# The Atomic Bitchwax
The Atomic Bitchwax è il nome di un gruppo musicale statunitense formatosi nel 1993, di genere hard rock, ma con chiari riferimenti al blues e alla psichedelia degli anni '70. Il fondatore è il chitarrista Ed Mundell, poi nei Monster Magnet, accompagnato in questo progetto dal bassista e vocalist Chris Kosnik e dal batterista Keith Ackerman.
L'album di esordio è datato 1999. Le apparizioni dal vivo sono sporadiche, limitate dagli altri impegni musicali di  Mundell, che infatti a metà del 2003, abbandona il gruppo, sostituito dal chitarrista e cantante Finn Ryan dei Core.

## Discografia
- The Atomic Bitchwax I CD/LP (1999 MIA Records/Tee Pee Records)
- The Atomic Bitchwax II CD/LP (2000 Tee Pee Records)
- 3 CD (2005 MeteorCity)
- TAB 4 CD/LP (2009 Tee Pee Records)
- The Local Fuzz CD/LP (2011 Tee Pee Records)

### EP
- Spit Blood CDEP (2002 MeteorCity)
- Boxriff CD/DVD  Live (2006 MeteorCity)